# 安居郡
安居郡，中国南北朝时设置的郡。
北周武帝建德四年（575年）置安居郡，属普州。治所在柔刚县（今四川遂宁市西南六十里安居区）。辖境约当今四川省资阳市、遂宁市西南部等地。隋文帝开皇三年（583年）废安居郡，柔刚县属普州。